# Hans Domizlaff
Hans Wilhelm Karl Gustav Domizlaff (* 9. Mai 1892 in Frankfurt am Main; † 5. September 1971 in Hamburg) war ein deutscher Graphiker, Werbepsychologe und Schriftsteller.
Domizlaff wirkte als Kunstmaler, Bühnenbildner, Schriftsteller, Werbeberater und Schöpfer bekannter Marken und Markenartikel in Leipzig, Berlin und Hamburg. Mit seinen Buchveröffentlichungen Typische Denkfehler der Reklamekritik (1929) und Die Gewinnung des öffentlichen Vertrauens. Ein Lehrbuch der Markentechnik (Niederschrift 1937, 1. Auflage 1939, 2. von Hans Domizlaff überarbeitete und ergänzte Auflage 1951, 7. Auflage August 2005) wurde er zum Begründer der Markentechnik.

## Leben
Hans Domizlaff war der Sohn von Georg Domizlaff (1854–1937), Präsident der Oberpostdirektion Leipzig, und Anna Catharina Domizlaff geb. Boeter (1866–1944). Er hatte zwei Brüder, darunter Helmuth Domizlaff (1902–1983), Antiquar in München, und drei Schwestern, darunter Hildegard Domizlaff (1898–1987), Bildhauerin.
Hans Domizlaff machte sich in Leipzig schon während seiner Schulzeit, gefördert von Fedor Flinzer und unterstützt von Max Klinger, zunächst einen Namen als Kunstmaler. Er hielt sich in den Jahren von 1912 bis 1914 mehrfach in Paris und in London auf. Im Frühjahr 1914 reiste er über Spanien nach Marokko und im Juli über Barcelona und Venedig zurück nach Deutschland.
Zurück in Leipzig begann Domizlaff im September 1914 zunächst eine Ausbildung zum Flugzeugführer. Ein Absturz, den er schwerverletzt überstand, verhinderte, dass er als Flieger in den Ersten Weltkrieg zog. Er nutzte die Zeit als Rekonvaleszent zum Studium an der Universität Leipzig. Ab März 1916 bis zum Ende des Krieges war er Soldat in Frankreich. Er wurde dort zum Luftbild-Photographen ausgebildet.
Nach dem Ersten Weltkrieg eröffnete er in Leipzig im Thomaskirchhof ein Atelier als Kunstmaler. Er entwarf unter anderem Messekojen und Werbeplakate, in der Hauptsache aber Bühnenbilder am Städtischen Theater und am Leipziger Volkstheater. Als künstlerischer Berater der Druckerei und Packmittelhersteller Wezel & Naumann begann er, sich mit dem noch jungen Gebiet der Reklame und ihren Wirkungsmitteln auseinanderzusetzen.
Domizlaff war in den Zwischenkriegsjahren Eigner der Yawl Dirk II und danach der Yawl Dirk III, mit denen er überwiegend die Ostsee, aber auch die Nordsee besegelte. Seine Erfahrungen veröffentlichte er 1930 und 1934 in zwei Büchern. Unter anderen segelten mit ihm 1929 Max Schmeling und Vizeadmiral Alfred Begas, und er nahm mit der Dirk III auch an Regatten wie der Nordseewoche teil.

Das 1920 entwickelte Reemtsma-Logo. Entwurf: Wilhelm Deffke

Seiner Autobiographie zufolge hat es 1936 auch eine Begegnung mit Propagandaminister Joseph Goebbels gegeben, der sich als Kenner der Schriften Domizlaffs ausgab. Bei den Kunstwettbewerben der Olympischen Spiele 1936 nahm er als Lyriker teil. Ansonsten hielt Domizlaff Distanz zum Nationalsozialismus und zog sich Ende 1940 mehr und mehr auf seinen 1927 erworbenen Heidehof zurück und wurde ab Mitte 1943 zum Vorsitzenden des Vereins Naturschutzpark Lüneburger Heide gewählt. 1941 beendete er zunächst die Zusammenarbeit mit Siemens. Mit Unterstützung des Gauleiters von Ost-Hannover Otto Telschow, der offizieller Schirmherr des Naturschutzparks wurde, gelang ihm gegen Ansprüche der Wehrmacht der Erhalt von Struktur und Ausdehnung des Parks.
Unmittelbar nach Kriegsende wurde er von den englischen Militärbehörden mehrfach verhört und für ein halbes Jahr interniert. Sein Besitz in Hamburg und Egestorf wurde beschlagnahmt und erst 1947 wieder freigegeben. Nach und nach nahm er die Arbeit für Siemens und Reemtsma wieder auf.
Bis zur Mitte der 1960er Jahre war Domizlaff für Reemtsma, Siemens und die Deutsche Grammophon als Berater tätig, danach zog er sich aus der aktiven wirtschaftlichen Beratertätigkeit zurück.
In erster Ehe war Hans Domizlaff seit 1919 mit Natalie, geb. Domizlaff (1892–1960) verheiratet, 1950 heiratete er Dora, geb. Kreuzberger (* 1921), mit der er vier Kinder hatte: Svante (* 1950), Irina (* 1951), Georg C. (* 1953) und Andrea (* 1956).

## Werk
Im Herbst 1920 begegnete er den Erfurter Zigarettenfabrikanten Philipp F. Reemtsma und Hermann F. Reemtsma, für die er ab Mai 1921 als Schöpfer der bekannten Marken R6, Ernte 23, Senoussi, Gelbe Sorte und als Werbeberater arbeitet. Nach der Umwandlung der Firma Bernhard Reemtsma & Söhne in die Reemtsma AG im Herbst 1921 gehörte Hans Domizlaff zusammen mit David Schnur und Johannes Carl Hugo Reisner zum Aufsichtsrat. Nachdem die Reemtsma Cigarettenfabriken ihren Firmensitz 1922 nach Hamburg verlegten, ließ sich Hans Domizlaff ab 1927 an der Elbchaussee nieder, wo er bis zu seinem Lebensende wohnte.
Durch seine erfolgreiche Arbeit für Reemtsma wurde er zum Teilhaber und gehörte zum Direktorium des Unternehmens. Ab 1934 beriet Domizlaff Carl Friedrich von Siemens bei der organisatorischen Umgestaltung des Konzerns auf der Grundlage der Markentechnik. Er entwickelte ein Erscheinungsbild für das gesamte Unternehmen, der als der so genannte Siemens-Stil Vorbild für das Corporate Design vieler Unternehmen wurde.
Ab 1938 leitete er die Hauptwerbeabteilung des Siemens-Konzerns. Als Produktgestalter kreierte er Radiogeräte, Telefonapparate und Staubsauger, betreute nach dem Zweiten Weltkrieg verschiedene Labels der Deutschen Grammophon Gesellschaft (Polydor, Heliodor, Brunswick, Literarisches Archiv) und entwickelte 1946 zusammen mit Ernst von Siemens das Musikhistorische Institut der Deutschen Grammophon-Gesellschaft, das unter dem Label Archiv Produktion noch heute internationale Anerkennung findet.

### Propaganda-Theorie
1932 veröffentlichte Domizlaff den Band Propagandamittel der Staatsidee, der aus dem Gedankenaustausch mit seinem Mentor, dem Verleger Hermann Ullstein, entstanden war. Mit diesem Buch wollte er sich bei Reichskanzler Heinrich Brüning als Werbeleiter des Deutschen Reichs für die Weimarer Republik empfehlen.
Mit der Flucht Brünings vor seinen nationalsozialistischen Verfolgern und der Emigration Ullsteins 1934 endete Domizlaffs aktives Engagement in der Politik.
Im November 1936 gab es nach Domizlaffs Aufzeichnungen eine Begegnung mit Joseph Goebbels, wobei dieser sich als Kenner von Domizlaffs Thesen ausgab.
Eng verknüpft mit seinen theoretischen Überlegungen zu Propaganda und Corporate Design waren Domizlaffs konkret vorgelegte Entwürfe für eine neue deutsche Flagge, die er 1932 in seinem Werk Propagandamittel der Staatsidee und nochmals in wenig abgeänderter Form 1952 in seiner Arbeit Es geht um Deutschland veröffentlichte.

### Markentheorie
Schon früh verstand Domizlaff die psychologische Wirkung der Werbung, auf die er seine Erkenntnisse aufbaute:

„Sagt der Verbraucher: ‚Die Reklame ist gut!’ – dann war die Reklame schlecht. 
Sagt der Verbraucher: ‚Die Ware ist gut!’, dann war die Reklame gut!“

In dem Buch Die Gewinnung des öffentlichen Vertrauens – Ein Lehrbuch der Markentechnik, das im November 1939 erschien, beschreibt Hans Domizlaff zum ersten Mal in der Fachliteratur die Entstehung eines Markenartikels. Am Beispiel einer bevorzugten Schokolade werden die einzelnen Maßnahmen eines Kaufmannes dargestellt, mit deren Hilfe die zunächst anonyme Stapelware zum Markenartikel wird. Domizlaff formuliert die 22 Gesetze der natürlichen Markenbildung. Das Lehrbuch der Markentechnik erschien in bisher sieben Auflagen, zuletzt im August 2005 unter dem Patronat der G·E·M Gesellschaft zur Erforschung des Markenwesens e. V. in Berlin.
1954 richtete er in Hamburg an der Elbchaussee das Institut für Markentechnik ein, das bis zu seinem Tod 1971 bestand. Er veröffentlichte das Brevier für Könige (1950), seine Autobiographie Nachdenkliche Wanderschaft (1950) und gab das Lehrbuch der Markentechnik Die Gewinnung des öffentlichen Vertrauens (1951) als überarbeitete und ergänzte Auflage neu heraus.

### Weitere Arbeiten
1957 erschien unter dem Titel Die Seele des Staates. Ein Regelbuch der Elite ein heftig kritisierter Privatdruck, in dem Domizlaff rassistische Ansichten vertritt. Er schrieb darin unter anderem von einer „unzweifelhaft edleren, höher gezüchteten und kulturtragenden weißen Rasse“, der er „entfesselte primitive Neger“ gegenüberstellt. Domizlaff zog das Buch zurück und überarbeitete es grundlegend. Zu einer Veröffentlichung kam es nicht mehr.
1966 traf Hans Domizlaff mit Paul W. Meyer, dem ersten hauptamtlichen Mitarbeiter (1949–1955) und späteren Vorstandsmitglied (1955–1971) der Gesellschaft für Konsumforschung (GfK), zusammen. Bis zu Domizlaffs Tod verband beide ein reger Briefwechsel. Zu Domizlaffs 75. Geburtstag (1967) erschien der von Meyer herausgegebene Band Begegnungen mit Hans Domizlaff.
Für die Deutsche Grammophon betreute er verschiedene, teilweise von ihm geschaffene Labels mit unterschiedlichen Musikprogrammen. Seine letzte große Markenschöpfung entwickelte er für die in Traben-Trarbach ansässige Weinkellerei Franz Wilhelm Langguth Erben. Es handelte sich dabei um einen Markenrotwein mit dem Namen Medinet, der in einer von Domizlaff geschaffenen Flaschenform, einer Amphore, abgefüllt wird.
Bis zu seinem Lebensende widmete sich Domizlaff der Situation der evangelischen Kirche in Deutschland. Mit dem Hamburger Pastor Helmut Thielicke verband ihn das Bemühen, der zunehmenden Zahl von Kirchenaustritten entgegenzuwirken. Seine letzte Buchveröffentlichung von 1970 trug den Titel Religiöse Phänomene. Meditationen über unbewußte Bindungen. Er starb am 5. September 1971 nach wochenlanger, schwerer Krankheit in Hamburg. Das Begräbnis fand in Egestorf statt.

## Organisationen
Am 16. Juni 2006 wurde der Verein Hans-Domizlaff-Archiv e. V. in Hamburg gegründet. Sein Zweck ist die fortlaufende Dokumentation der Geschichte und der weiteren Entwicklung der Markentechnik, wie sie von Hans Domizlaff mit Beginn seiner Tätigkeit für die Markenartikelindustrie 1921 begründet wurde. Damit einher geht die biographische Forschung zu Hans Domizlaff, der ideengeschichtlichen Herleitung sowie der Wirkungsgeschichte der Markentechnik.

## Schriften (Auswahl)
- Mit der Yacht Dirk II in Norwegen: Drei Fahrtenberichte, Berlin: Klasing 1930.
- Propagandamittel der Staatsidee, Altona-Othmarschen 1932.
- Dirk III: Bilder und Gedanken aus der Welt des Fahrtenseglers, Berlin: Klasing 1934.
- Analogik. Psychische Grundgesetze der Wissenschaft., Hamburg, Hanseatische Verlagsanstalt, 1941.
- Analogik. Denkgesetzliche Grundlagen der Naturwissenschaftlichen Forschung., Hamburg, Wolfgang Krüger Verlag, 1946.
- Nachdenkliche Wanderschaft. Autobiographische Fragmente Band 1. Hamburg, Selbstverlag [Hans Dulk], 1950.
- Es geht um Deutschland. Massenpsychologische Stichworte für eine sozialpolitische Reform. Hamburg, Selbstverlag [Hans Dulk], 1952.
- Die Seele des Staates. Regelbuch der Elite. Hamburg, Selbstverlag [Hans Dulk], o. J. [1957]
- Seezeichen, Gedichte, Berlin: Klasing 1955. 59 Seiten.
- Brevier für Könige. Massenpsychologisches Praktikum. Hamburg, Institut für Markentechnik, 1968.
- Religiöse Phänomene. Meditationen über unbewußte Bindungen, Hamburg 1970.
- Die Gewinnung des öffentlichen Vertrauens. Ein Lehrbuch der Markentechnik, 7. Auflage, Hamburg, August 2005. 352 Seiten, ISBN 3-922938-40-X